# L'Or noir
Albums de Arthur H & Nicolas Repac
L'Or d'Éros
(2014)
L'Or noir est un disque d'Arthur H et Nicolas Repac sorti en 2012 chez Naïve. Arthur H y dit une sélection de textes d'auteurs et poètes créoles sur des musiques de Repac. 
Le disque a fait l'objet d'une mise en scène de Ken Higelin filmée par Micaël Reynaud au Festival Voix Vives 2011.

## Liste des morceaux
Toutes les musiques sont de Nicolas Repac. 
| No  | Titre                            | Auteur            | Durée |
| --- | -------------------------------- | ----------------- | ----- |
| 1.  | Corps perdu                      | Aimé Césaire      | 6:24  |
| 2.  | La Cohée du lamentin             | Édouard Glissant  | 2:41  |
| 3.  | Le Métier à métisser             | René Depestre     | 2:23  |
| 4.  | A la crinière du cyclone         | Georges Desportes | 2:02  |
| 5.  | Cahier d'un retour au pays natal | Aimé Césaire      | 10:20 |
| 6.  | Soufrière                        | Daniel Maximin    | 4:09  |
| 7.  | La Foire aux morts               | Gilbert Gratiant  | 4:55  |
| 8.  | L'Enfant du pays                 | Dany Laferrière   | 5:14  |
| 9.  | Lettre du sorcier                | James Noël        | 2:41  |
| 10. | Le Cristal automatique           | Aimé Césaire      | 2:40  |
| 11. | Marie-galante                    | Édouard Glissant  | 7:14  |

## Crédits
- Arthur H : voix
- Nicolas Repac : guitare, udu, flûtes, percussions, harmonium, samples, programmations